# Bandstipspanner
De bandstipspanner (Idaea degeneraria) is een vlinder uit de familie spanners (Geometridae). De wetenschappelijke naam is voor het eerst geldig gepubliceerd in 1799 door Hübner.
De soort komt voor in Europa. Op 21 mei 2016 voor de soort het eerst in Vlaanderen waargenomen, op 20 augustus 2020 voor het eerst in Nederland in de Noord-Hollandse duinen. Vervolgens was er een waarneming op 17 mei 2022 in Gelderland.